# الجمعية الاستشارية الشعبية
الجمعية الاستشارية الشعبية بالجمهورية الإندونيسية أو الجمعية الاستشارية الشعبية (بالإندونيسية: Majelis Permusyawaratan Rakyat)‏ هي برلمان من مجلسين في إندونيسيا، وإحدى سلطة تشريعية في إندونيسيا. قبل التورة 1998، الجمعية الاستشارية الشعبية هي أعلى هيئة تمثيلية على المستوى الوطني. وظائفها الرئيسية هي الحفاظ على الدستور وتعديله واختيار الرئيس وإضفاء الطابع الرسمي على الخطوط العريضة لسياسة الدولة. الجمعية لديها صلاحية سحب الثقة عن الرئيس.

## وظائف
- تعديل واقرار القانون الأساسي
- تعيين رئيس الجمهورية ونائب ريئس الجمهورية الإندونيسية بعد انتخاب الرئاسة
- تعيين نائب ريئس الجمهورية الإندونيسية رئيسا
- اختيار نائب ريئس الجمهورية الإندونيسية

## رؤساء الجمعية الاستشارية الشعبية
- إدهام خالد (1972-1977)
- آدم مالك (1977-1978)
- فريق أول دارياتمو (1978-1982)
- فريق أول أمير محمود (1982-1987)
- فريق حارس شهود (1987-1992)
- فريق واهونو (1992-1997)
- هارموكو (1997-1999)
- أمين رئيس (1999-2004)
- محمد هدايت نور واحد (2004-2009)
- توفيق كيماس (2009-2013)
- سيدارتو دانوسوبروتو (2013-2014)
- ذوالكفل حسن (2014-حتى الآن)

## الوصلات الخارجية
- (بالإندونيسية) الموقع الرسمي